# Limón

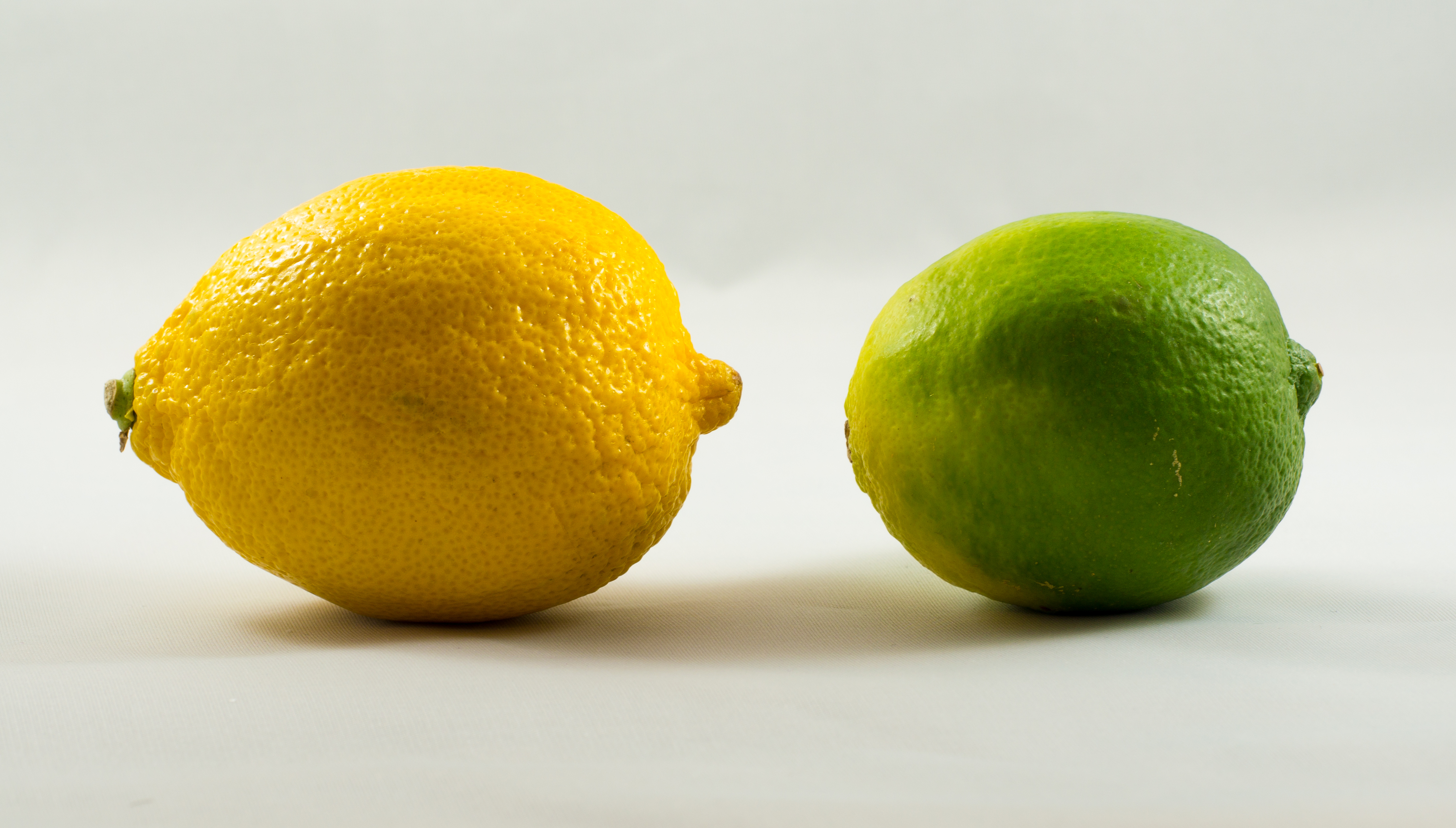
A la derecha, el fruto de Citrus × aurantifolia, comúnmente denominado "limón" en idioma español. A la izquierda, el fruto de Citrus × limon, que recibe la misma denominación en algunos países.

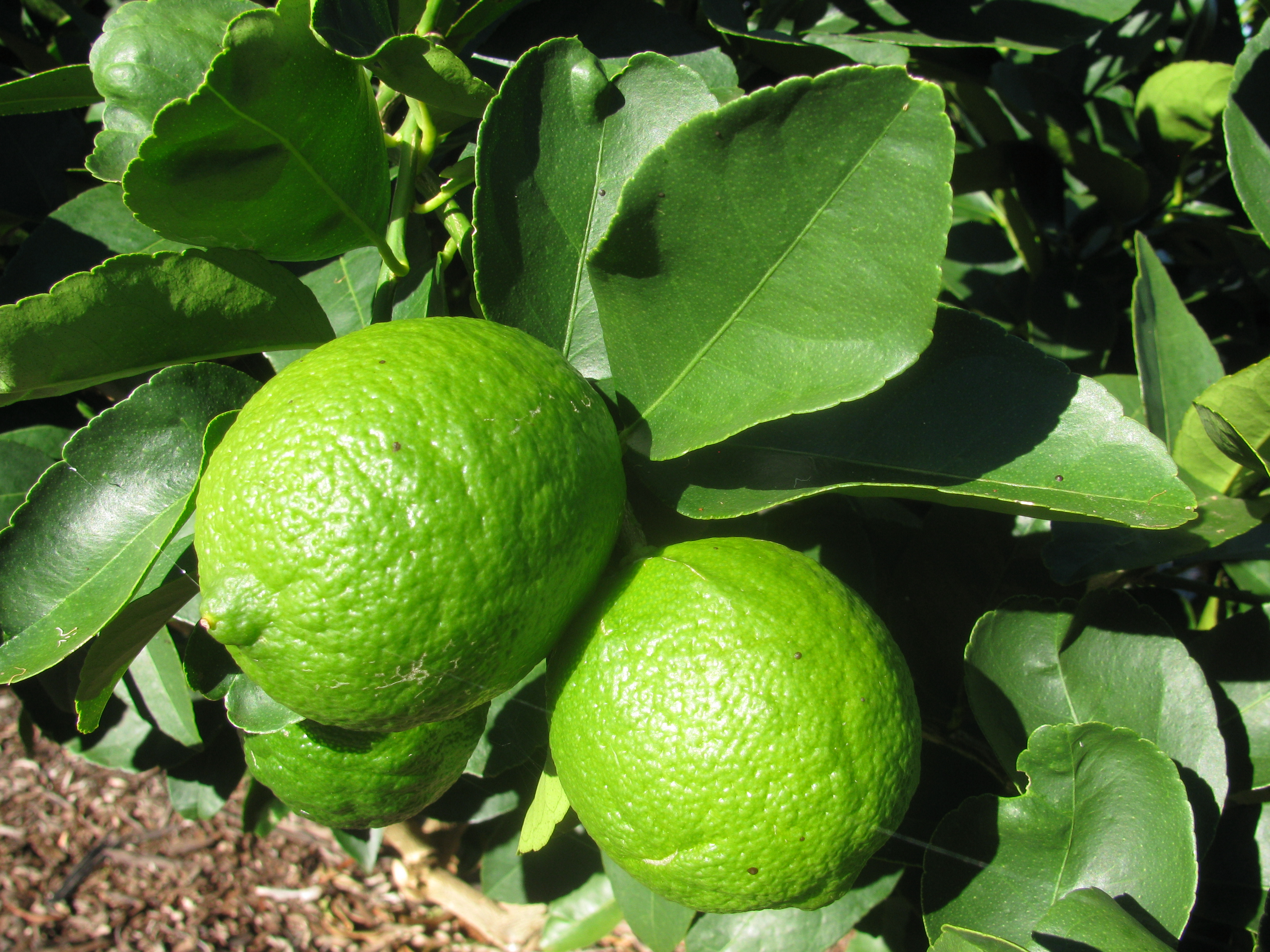
El fruto de Citrus × latifolia.

El término limón es un nombre común de tres frutas cítricas fragantes y de sabor ácido, utilizadas principalmente en el sector alimentario.
En primer lugar, se conoce como limones a aquellos frutos producidos por el híbrido Citrus × aurantifolia, árbol llamado popularmente limonero.
Por otra parte, en el Cono Sur y España se le da el nombre de "limón" al fruto de Citrus × limon.
Finalmente, hay áreas en que el término designa al fruto de Citrus × latifolia.
Independientemente de que estas tres frutas tienen apariencias y propiedades diferentes, sus usos principales se asemejan.

## Usos y propiedades
Su fruto posee un alto contenido en vitamina C (501,6 mg/l) y ácido cítrico (49,88 g/l).

### Usos alimenticios
- Se utiliza para elaborar postres y dulces; algunos ejemplos son el limón relleno de cocada de origen mexicano, el Taralli de Italia, o la famosa tarta de limón (lemon pie).
- Se usa en bebidas naturales como la limonada y la leche merengada, a la cual se le añade también canela. Las rodajas se usan como adorno para bebidas. También se usa en cócteles, como esencia, en refrescos, y para la fabricación de licores. En Italia es muy común el limoncello, obtenido por la maceración en alcohol de la cáscara de limón.
- Se emplea en la preparación de salsas, aliños y vinagretas.
- En algunos países latinoamericanos se usa como ingrediente del ceviche, el cual es básicamente carne (pescados y/o mariscos) marinada en mezclas cítricas.
- En general se usa en las cocinas de diversas culturas para acompañar los alimentos; su jugo puede agregarse en caldos, carnes y demás alimentos para intensificar su sabor.
- En Marruecos, los limones se conservan en tarros o barriles de sal. La sal penetra la cáscara y la corteza, ablandándolas y curándolas para que duren casi indefinidamente. El limón en conserva se utiliza en una amplia variedad de platos. Los limones en conserva también se pueden encontrar en platos sicilianos, italianos, griegos y franceses.
- La cáscara se puede utilizar en la fabricación de pectina, un polisacárido utilizado como agente gelificante y estabilizador en alimentos y otros productos.

### Propiedades estéticas

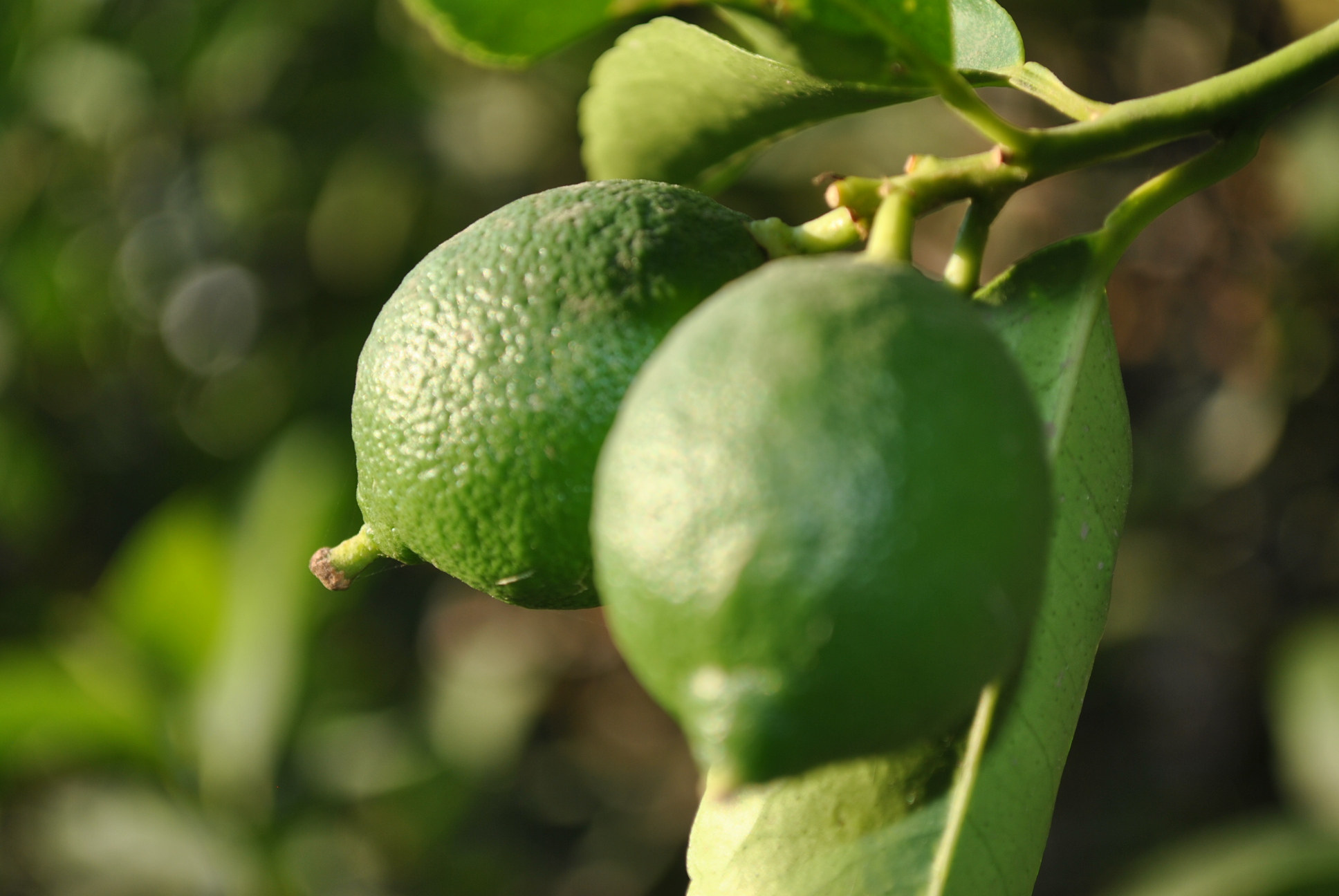
Limones inmaduros

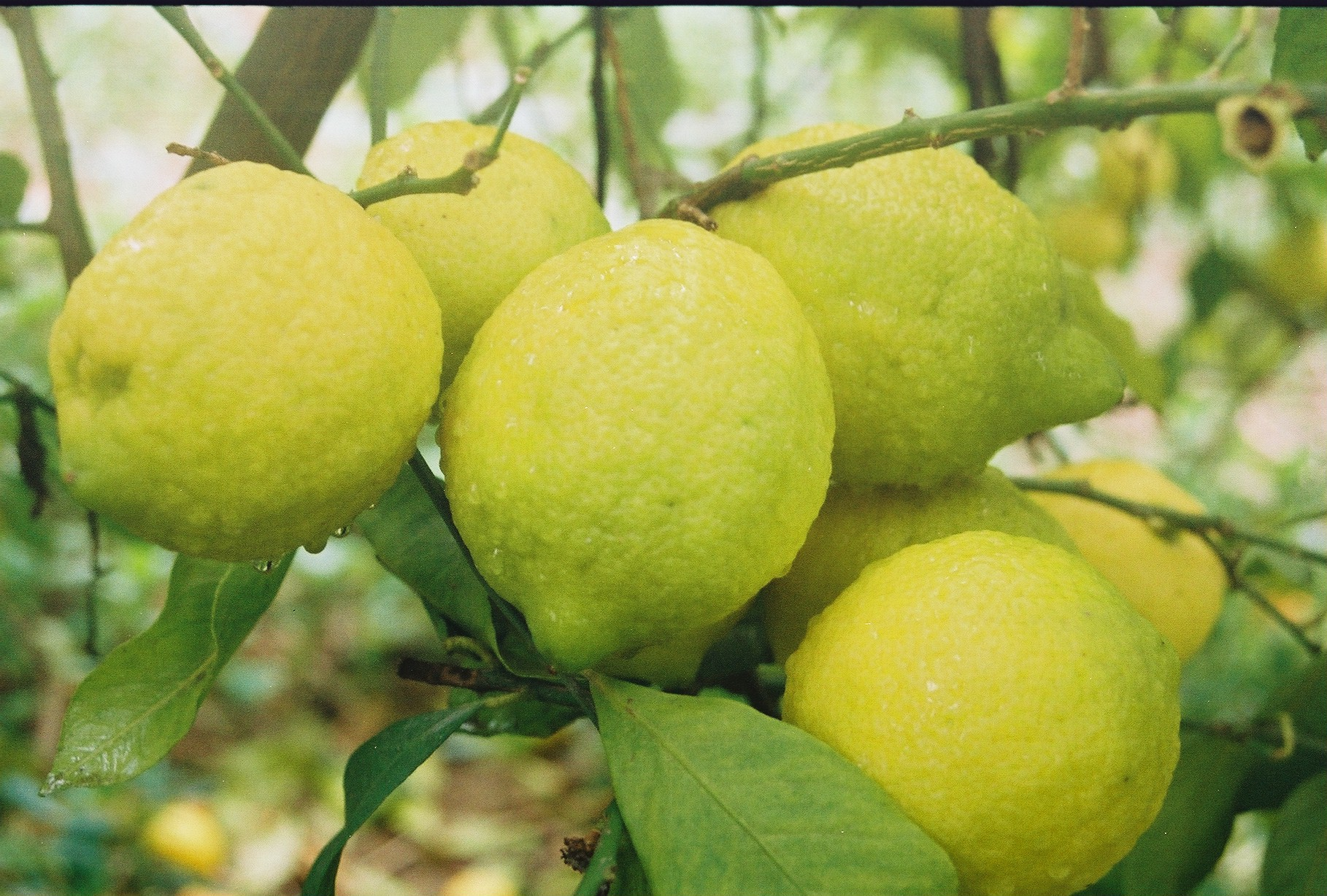
Limones maduros

El limón es un cítrico con propiedades estéticas. Tiene una larga historia de uso cosmético a nivel universal, su jugo al ser una solución de ph ácido pero manejable lo ha vuelto un material común en distintos tratamientos para la piel, las uñas y el pelo, los aceites esenciales de su piel son ricos en compuestos aromáticos que tienen un uso indispensable en cosmética, perfumería y medicina.

### Otros usos
El aceite esencial de limón es usado principalmente en perfumería, aunque también se ha utilizado tradicionalmente como terapia, principalmente por sus propiedades antisépticas.
Por otra parte, el limonero posee una corteza lisa y una madera dura y amarillenta muy apreciada para trabajos de ebanistería.

## Historia

### Historia europea del cultivo y su uso gastronómico
Los limones se han encontrado en Europa desde el siglo XIII, inicialmente en Sicilia y España, y desde la segunda mitad del siglo XVI también en Alemania. Wilhelmina Jashemski asume, sin embargo, que los limones ya se cultivaban en el Imperio Romano. En la villa de Poppaea Sabina en Oplontis, que fue excavada en 1964, se pudo demostrar su cultivo en base a los residuos de madera y el tipo de extensión. Según Jashemski, los limones también se representan en murales en Pompeya. Helena Attlee, sin embargo, opina que se trata de limones citronados, que fueron introducidos allí por judíos que inmigraron a Calabria. Había razones rituales para esto: en la Fiesta de los Tabernáculos, los arba'at ha-minim (cuatro plantas mencionadas en la Torá (Levítico 23:40) como relevantes para la festividad judía de Sucot) se usan para los servicios en la sinagoga, basados en el antiguo festival de la cosecha. Además de las ramas de palmera, tres ramas de mirto y dos ramas de sauce de arroyo, también incluye el etrog, una variedad del limón amarillo. La naranja amarga, que es más robusta en cultivo, y más tarde el limón más difícil de cultivar, solo se introdujo en Sicilia a partir del año 831 como consecuencia de las conquistas árabes. Con sus inviernos lluviosos y veranos secos, Sicilia en realidad no es ideal para cultivar cítricos. Sin embargo, basándose en los sistemas de riego que aún existen desde la época romana, los colonos árabes desarrollaron métodos de riego que permitían el cultivo. Ibn Hauqal, que también visitó Sicilia en sus largos viajes, también describe en su libro de La imagen de la tierra escrito en 977 los extensos jardines en los que crecían naranjos y limoneros debido a los métodos de riego introducidos.
En la Edad Media, el uso de limones en la cocina se limitaba al extremo sur de Europa. En el siglo XVI, el jugo de limón seguía siendo una novedad como condimento para el pescado o las aves de corral en la corte del rey inglés Enrique VIII.

### Renacimiento
Las familias italianas adineradas tenían colecciones especiales de plantas de cítricos desde el siglo XVI y, por lo tanto, en el Renacimiento, en las que se mantuvieron variedades y mutaciones más inusuales, comparables a un gabinete de curiosidades. La colección de la familia Medici, que se remonta a 1537, año en que Cosimo I de Medici llegó al poder y comenzó a reconstruir la finca de la familia, Villa Medici von Castello , se consideró especialmente destacada. El responsable del paisajismo Niccolò Tribolo utilizó plantas de cítricos simbolizando las manzanas doradas de las Hespérides de la antigua Heracles para subrayar una conexión entre la familia Medici y las virtudes heroicas de Heracles. Inicialmente, solo se cultivaban plantas de cítricos en el jardín de la villa, que se cultivaban regularmente en Sicilia y el sur de Italia, pero bajo Francesco I de Medici se cultivaron variedades aún más inusuales. El naturalista francés Pierre Belon, que visitó el jardín entre 1546 y 1549, lo describe como un jardín decorado como una alfombra con naranjas y limoneros. Las sensibles plantas de cítricos encontraron protección invernal en el norte de la Toscana en la llamada limonaia (traducida literalmente: casa de limón ), la versión italiana del Orangerie. El jardín del Renacimiento italiano encontró imitadores en Francia, Alemania e Inglaterra, pero inicialmente más en sus elementos de diseño que en su plantación.
El libro de cocina Opera dell'arte del cucinare, de Bartolomeo Scappi, señala el papel comparativamente menor que tuvo el limón en la cocina renacentista. Scappi se unió al Papa Pablo III en 1534. al servicio de la cocina del Vaticano y trabajó como cocinero personal para varios papas hasta 1576: Julio III, Pablo IV y Pío IV, Pío V y Gregorio XIII. Con su libro de cocina “Opera”, publicado en 1570, transmitió a la posteridad alrededor de 1000 recetas de la cocina renacentista. Scappi usó principalmente naranjas amargas en sus recetas.

### Barroco

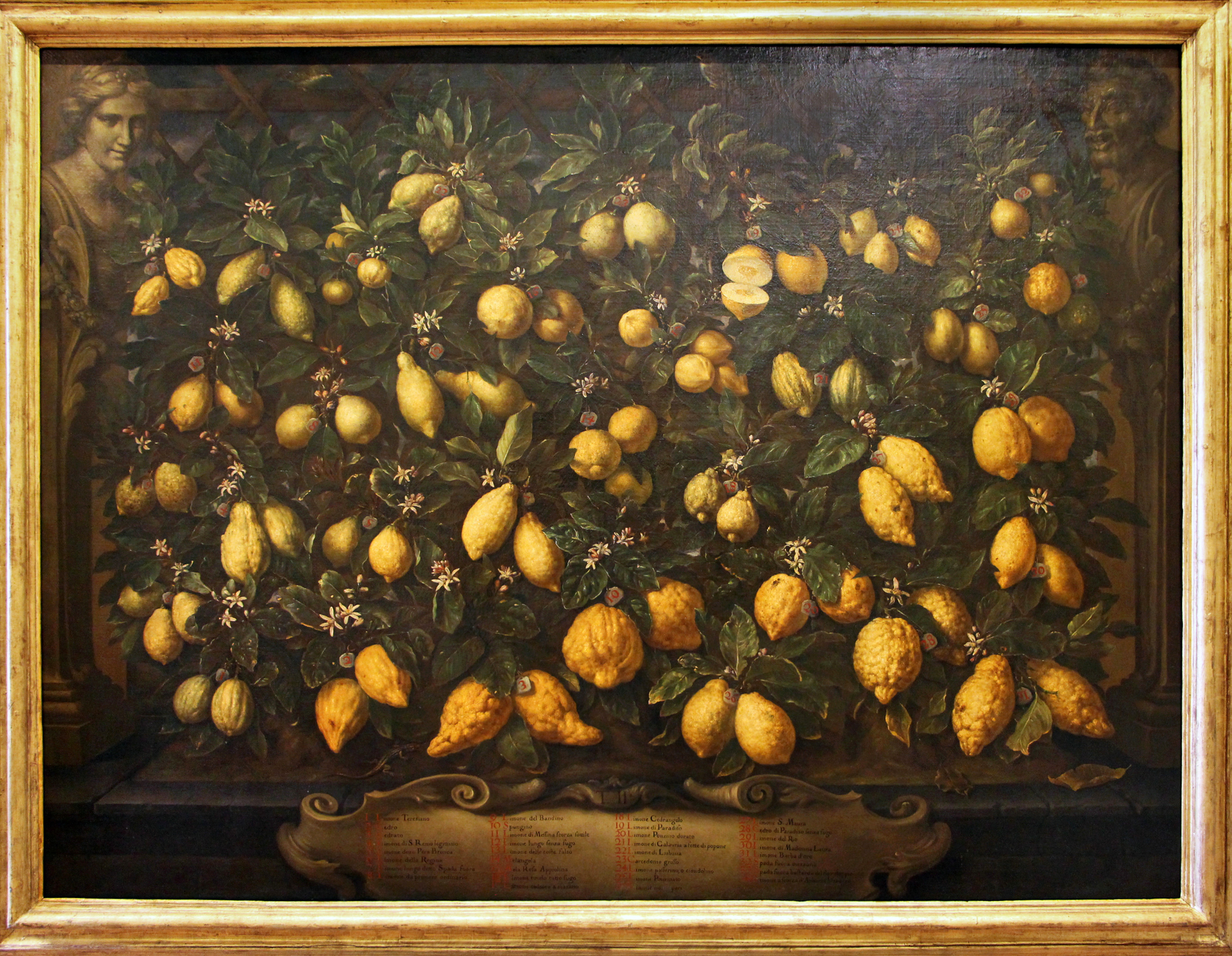
Bartolomeo Bimbi, 1715. Se muestran limones y cidras.

El jardín barroco evolucionó del jardín renacentista, los primeros jardines barrocos surgieron en Francia. Los jardines principescos barrocos tenían una función más representativa que los jardines renacentistas: las plantas de limón eran populares por su simbolismo como manzanas de las Hespérides, como símbolo de la inmortalidad (al mismo tiempo floreciendo y dando frutos) pero también por su olor y sabor. En los siglos XVII y XVIII, también surgió una verdadera cultura del invernadero en los países más al norte de Europa.
El primer intento a gran escala de procesar la difícil taxonomía de los cítricos también cayó en el período barroco. El jesuita y botánico Giovanni Baptista Ferrari publicó en 1646 " Hespérides, sive, De Malorum aureorum cultura et usu" (Hespérides, o el cultivo y uso de las manzanas doradas). La historiadora del jardín Helena Attlee lo llama un producto típico de la revolución científica que ocurrió durante este período y que se separó de la cosmovisión de la antigüedad previamente aceptada y sentó las bases de la ciencia natural moderna. [15] En lugar de basarse en textos antiguos, Ferrari utilizó el empirismo: con el apoyo de su amigo Cassiano Dal Pozzo envió cuestionarios a los productores de cítricos de toda Italia. Entre los destinatarios se encontraban príncipes, cardenales, agricultores y jardineros. Probablemente sea gracias a las conexiones de Pozzo que Ferrari recibió tantas respuestas a sus preguntas. Su cuestionario pedía información sobre el nombre de la planta, el origen del nombre, la apariencia del árbol, las hojas, la flor y la fruta, así como su uso. En su evaluación, Ferrari dividió las plantas de cítricos en tres categorías estrictas: limones cítricos, limones y naranjas. El trabajo de Ferrari fue ilustrado por el pintor y artista gráfico danés Cornelius Bloemaert , que vivió y trabajó en Roma.
En las bellas artes, los limones han aparecido como parte de las naturalezas muertas de postre o desayuno desde finales del siglo XVI. Willem Kalf (1619-1693) o Jan Davids de Heem (1606–1683 / 84) coloca ingeniosamente los limones, pelados en espirales, al lado o en copas y vasos preciosos, presumiblemente para dar sabor al vino. Los limones pelados se colocaron directamente en el vino. El limón o el jugo de limón se utilizan en numerosas recetas del período moderno temprano. Según una “instrucción sobre cómo hacer un gran panquet al estilo francés” de 1679, la caza y las aves de corral asadas y crujientes deben servirse “en cuencos pequeños, con pommerantzen, limones, aceitunas y similares”. El botánico berlinés Johann Sigismund Elsholtz menciona los cítricos, incluidos los limones, en 1682 en su Dieteticon, un libro de cocina y dietas.
Las pinturas de cítricos que Bartolomeo Bimbi realizó entre 1699 y 1715 para Cosimo III son de particular valor histórico en el jardín de los Medici y que estaban destinados a la Villa Medici "La Topaia". Formaban parte de una comisión para exhibir cualquier fruta que se cultivara en la Toscana. Como parte de esta comisión, se crearon cuatro pinturas, que representan un total de 116 variedades de frutas cítricas cuidadosamente etiquetadas.

### SiglosXVIIIyXIX

#### Limones y escorbuto
El médico del barco escocés James Lind descubrió la utilidad del jugo de limón como una cura para el escorbuto en uno de los primeros estudios clínicos del mundo.[cita requerida]
La enfermedad por deficiencia de vitaminas, el escorbuto, fue particularmente común entre los marineros y navegantes durante los viajes largos. Los médicos habían observado ya en el siglo XVII que el consumo de frutas cítricas conducía a una recuperación más rápida. Aún se desconocían las vitaminas, los efectos curativos se atribuían a la acidez de la fruta. El médico del barco escocés James Lind finalmente llevó a cabo una de las primeras investigaciones clínicas del mundo en 1747 y pudo demostrar así el efecto terapéutico del jugo de limón en el tratamiento del escorbuto. Pasaron otros 40 años antes de que el Almirantazgo británico aceptara sus hallazgos y estableciera como requisito que todos los marinos se protegieran de esta enfermedad consumiendo una onza de azúcar con una onza de jugo de limón al día. Esta nueva regulación tuvo efectos dramáticos: mientras los marineros que sufrían de escorbuto fueron admitidos en el Royal Hospital Halsar en 1780 en 1457, solo hubo dos casos en 1806.
El jugo de limón o los limones conservados en agua salada pronto fueron adoptados por la marina de muchos países como un medio para tratar el escorbuto. Después de 1845, el Almirantazgo británico reemplazó gradualmente los limones obtenidos de Sicilia y Malta por limas que se cultivaban en plantaciones británicas en las Indias Occidentales: todavía se creía que las propiedades curativas del escorbuto del jugo de limón se basaban en su acidez y el jugo de lima era aún más ácido que el jugo de limón. De hecho, el jugo de lima fresco tiene solo la mitad de vitamina C que el jugo de limón, y debido al almacenamiento del jugo de lima usado en la Marina Británica, solo contenía cantidades extremadamente pequeñas de vitamina C. Esta diferencia entre el jugo de limón y el jugo de lima inicialmente permaneció sin descubrir, ya que los barcos de vapor que se usaron cada vez más a mediados del siglo XIX significaron que la estadía de los marinos en altramar generalmente era demasiado corta para desarrollar escorbuto. Las excepciones a esto fueron los marineros que estaban en balleneros o miembros de una expedición polar. La diferencia crucial entre el jugo de limón y de lima se reveló ya en 1875 en la expedición británica al Ártico dirigida por George Nares. Nares intentó llegar al Polo Norte a través de Groenlandia, pero la expedición tuvo que cancelarse después de que los miembros de la expedición enfermaran de escorbuto, a pesar de que todos comían la ración de jugo de limón prescrita todos los días fueron afectados por el escorbuto y la expedición Jackson-Harmsworth de 1894 a 1897, Scott: Sin embargo, esto no trajo ningún cambio en las regulaciones Discovery Expedition 1901-1904 y Terra Nova Expedition 1910-1913. La vitamina C como componente activo decisivo no fue descubierta hasta 1928 por el húngaro Albert Szent-Györgyi y el estadounidense Charles Glen King.

### Sicilia
Sicilia se convirtió en un importante productor de limones en el siglo XIX. En el siglo XVIII, el Almirantazgo británico obtuvo inicialmente su jugo de limón de España, después de la batalla naval de Abukir y la posterior conquista de Malta por las tropas británicas en 1798, Malta y Sicilia se convirtieron en los principales proveedores. Cuando el Almirantazgo británico cambió al jugo de lima más barato de las Indias Occidentales a mediados del siglo XIX, las relaciones comerciales entre Sicilia y América del Norte ya eran tan extensas que esto no tuvo consecuencias de gran alcance para la economía siciliana: la primera Los limones de Sicilia se llevaron a América del Norte en 1807 y en 1830 barcos cargados de naranjas y limones de Sicilia arribaron a Nueva York durante todo el año.

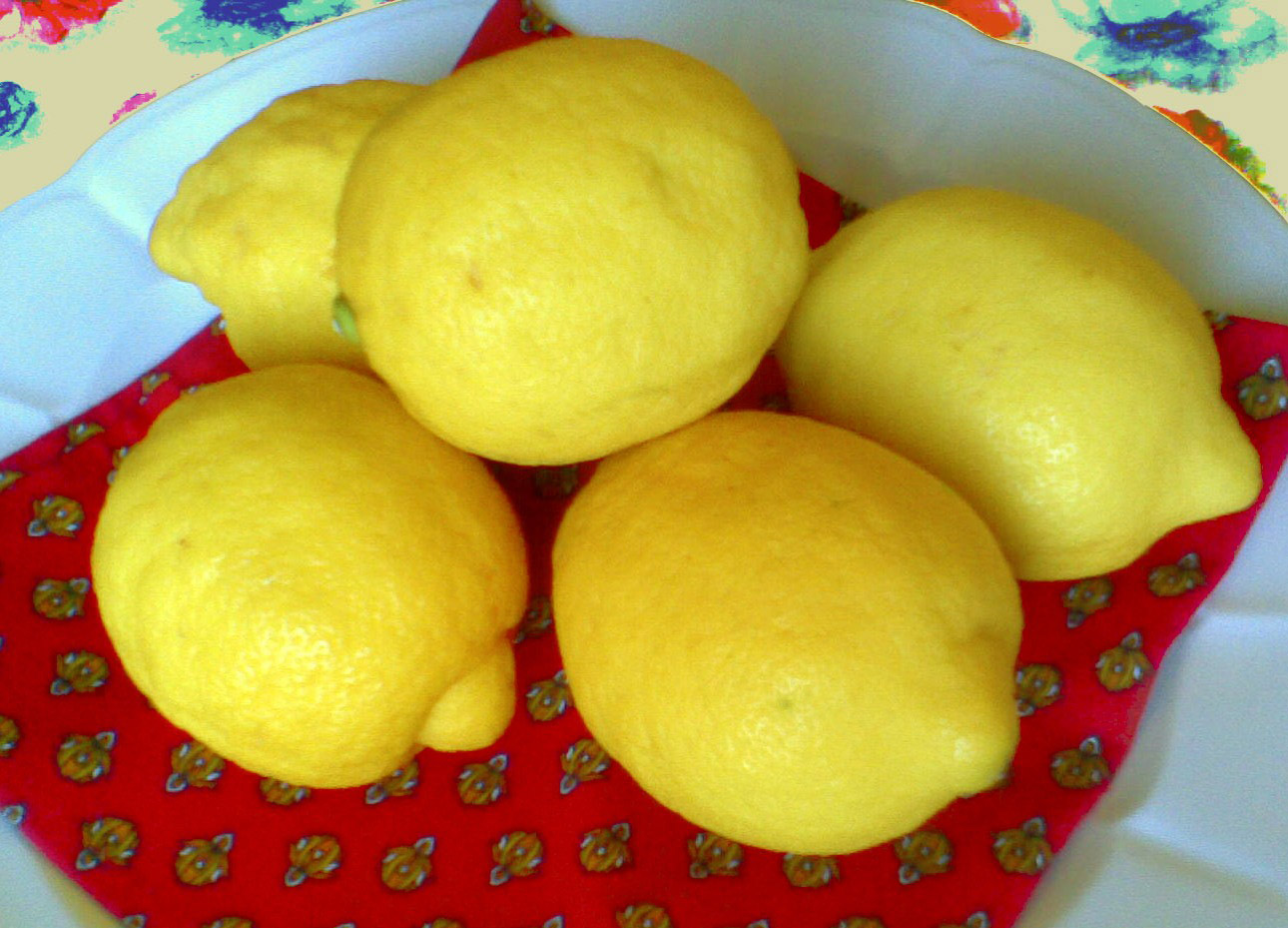
Limones de la variedad 'Primofiore' de Sicilia

El cultivo de limones resultó más económico que el cultivo de naranjas debido al mayor volumen de producción. Los limones también sobrevivían mejor a la travesía a América del Norte: antes de que comenzara el viaje en barco de vapor, un carguero a vela desde Messina o Palermo a Nueva York tardaba un promedio de 45 días. En consecuencia, los limones representaron dos tercios de la producción de cítricos de Sicilia. El margen de beneficio de este cultivo en 1860 también fue más alto que cualquier otra producción agrícola en Europa. La llanura de la Conca d'Oro, de aproximadamente 100 kilómetros cuadrados, en la que también se encuentra la ciudad de Palermo, se convirtió en el centro de cultivo de Sicilia.
Sin embargo, fueron necesarias grandes inversiones antes de que los cítricos pudieran cultivarse en los suelos pobres y a menudo pedregosos de la Conca d'Oro. A menudo, primero había que plantarlo con opuntia para aflojar el suelo. Hubo que construir muros alrededor de las plantaciones para proteger a los árboles jóvenes tanto de los vientos fríos como de los ladrones, se tuvieron que cavar pozos e instalar sistemas de riego, se construyeron caminos hacia las plantaciones y se construyeron cobertizos para almacenar herramientas y frutas cosechadas. Una vez que se plantaron los árboles, tardaron unos ocho años en dar frutos en cantidades significativas. En este entorno, esas formas de protección dieron lugar a comportamientos mafiosos. Fueron los más ricos entre los productores de limón quienes ofrecieron a sus vecinos cuidar sus plantaciones, quienes les aseguraron el acceso al agua a cambio del pago de dinero, y quienes también hicieron que dependiera de los pagos si la cosecha se cargaba en los barcos a América del Norte en tiempo o permanecer desatendido en los muelles del puerto.[cita requerida]